# منتخب جمهورية الدومينيكان لكأس فيد
منتخب جمهورية الدومينيكان لكأس فيد  هو ممثل جمهورية الدومينيكان الرسمي  في كرة المضرب في كأس فيد.